# Championnats du monde de pétanque 1992
Navigation
Édition précédente Édition suivante
Les championnats du monde de pétanque 1992 est une édition des championnats du monde de pétanque. 

## Présentation
Cette compétition constitue la 28e édition des championnats du monde de pétanque en triplette sénior et la 3e édition en triplette sénior féminine. Elle se déroule à Aoste (Italie) du 16 au 20 septembre 1992 pour les triplettes séniors. Elle se déroule à Lausanne (Suisse) du 3 au 5 juillet 1992 pour les triplettes séniors féminines.

## Résultats àAoste(Italie)[1]

### Triplette sénior

#### Phase de groupes
| Groupe   | Qualifiés               | Eliminés                                                      |
| Groupe 1 | Thaïlande et Maroc      | ?                                                             |
| Groupe 2 | Belgique 2 et Tunisie 2 | ?                                                             |
| Groupe 3 | France 2 et Tunisie     | Portugal, Grande Bretagne, Hongrie 2, Algérie 2 et Danemark 2 |
| Groupe 4 | France et Madagascar    | Luxembourg 2, Italie, Suède 2, Guinée et Singapour            |
| Groupe 5 | Thaïlande et Sénégal 2  | ?                                                             |
| Groupe 6 | Suisse 2 et Monaco      | ?                                                             |
| Groupe 7 | France 3 et Italie 3    | Monaco 2, Allemagne 2, Danemark, Japon et Espagne 2           |
| Groupe 8 | Luxembourg et Sénégal   | ?                                                             |

#### Phases de poules
| Poule   | Qualifiés              | Eliminés                |
| Poule A | Maroc et Tunisie       | Luxembourg et Sénégal 2 |
| Poule B | France 2 et Thaïlande  | Monaco et Sénégal       |
| Poule C | Madagascar et France 3 | Suisse 2 et Italie 3    |
| Poule D | France et Belgique 2   | Thaïlande 2 et Tunisie  |

#### Phase finale
| Nation     | Score | Nation     |
| ---------- | ----- | ---------- |
| Belgique 2 | 13-4  | Maroc      |
| Tunisie    | 13-10 | Madagascar |
| France     | 13-3  | France 2   |
| France 3   | 13-12 | Thaïlande  |

| Nation   | Score | Nation     |
| -------- | ----- | ---------- |
| France 3 | 13-8  | Tunisie    |
| France   | 13-7  | Belgique 2 |

| Nation     | Score | Nation  |
| ---------- | ----- | ------- |
| Belgique 2 | 13-4  | Tunisie |

| Nation | Score | Nation   |
| ------ | ----- | -------- |
| France | 15-3  | France 3 |

## Résultats àLausanne(Suisse)[1]

### Triplette sénior féminine

#### Phase de groupes
| Groupe   | Qualifiés                | Eliminés |
| Groupe 1 | Italie et Norvège        | ?        |
| Groupe 2 | France et Suisse         | ?        |
| Groupe 3 | Thaïlande et Thaïlande 2 | ?        |
| Groupe 4 | Espagne et Belgique      | ?        |

#### Phase finale
| Nation      | Score | Nation   |
| ----------- | ----- | -------- |
| France      | bat   | Suisse   |
| Thaïlande ? | bat   | Norvège  |
| Thaïlande ? | bat   | Italie   |
| Espagne     | bat   | Belgique |

| Nation      | Score | Nation    |
| ----------- | ----- | --------- |
| France      | 13-1  | Espagne   |
| Thaïlande 2 | bat   | Thaïlande |

| Nation    | Score | Nation  |
| --------- | ----- | ------- |
| Thaïlande | 13-4  | Espagne |

| Nation | Score | Nation      |
| ------ | ----- | ----------- |
| France | 15-5  | Thaïlande 2 |

## Podiums
| Épreuve                   | Or                                                     | Argent                                                           | Bronze                                                       |
| ------------------------- | ------------------------------------------------------ | ---------------------------------------------------------------- | ------------------------------------------------------------ |
| Triplette sénior          | Christian Fazzino - Jean-Marc Foyot - Daniel Monard    | 3 \| Michel Schatz - Georges Simoes - Philippe Quintais          | Michel Vancampenhout - Alain Van Caeneghem - Charles Weibel  |
| Triplette sénior féminine | Ranya Kouadri - Aline Dole - Marie-Christine Virebayre | 2 \| Meesab Pairat - Somjitprasert Varaporn - Thongsri Thamakord | Boonyom Chansong - Thongkam Peangree - Pheatchabat Tossapong |

## Tableau des médailles
| Rang  | Nation    | Or | Argent | Bronze | Total |
| ----- | --------- | -- | ------ | ------ | ----- |
| 1     | France    | 2  | 1      | 0      | 3     |
| 2     | Thaïlande | 0  | 1      | 1      | 2     |
| 3     | Belgique  | 0  | 0      | 1      | 1     |
| Total | Total     | 2  | 2      | 2      | 6     |